# Clean Clothes Campaign
Clean Clothes Campaign är ett internationellt nätverk med syfte och mål är att förbättra villkoren för arbetare inom textil- och konfektionsindustrin.
Nätverket består av solidaritets-, kvinno-, ungdoms-, och fackliga organisationer. Sammanlagt ingår drygt 300 organisationer över världen i nätverket, som har sitt huvudkontor i Amsterdam. Den svenska delen av nätverket går under namnet Rena Kläder.
Rena Kläders viktigaste krav är att arbetstagare ska ha rätt till organisering i fackföreningar. På det sättet får de makt att påverka sin egen situation. Detta gör de utifrån fyra arbetssätt;